# 野口雨情旧居
野口雨情旧居（のぐちうじょうきゅうきょ）は、栃木県宇都宮市鶴田町にある、詩人・野口雨情が最晩年を過ごした住宅。雨情が鶴田で暮らしたのはわずか1年のことであったが、地域住民から親しまれ、旧居周辺では雨情をまちづくりの核に位置付けている。「国土の歴史的景観に寄与しているもの」として、雨情茶屋離れ（野口雨情旧居）（うじょうちゃやはなれ（のぐちうじょうきゅうきょ））の名称で、日本国の登録有形文化財に登録された。

## 雨情と鶴田

### 雨情の晩年

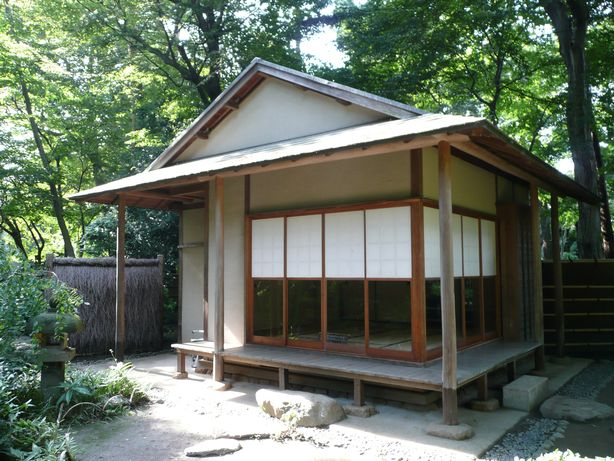
童心居（井の頭自然文化園）

野口雨情は「シャボン玉」や「七つの子」などの童謡を作詞し、北原白秋・西條八十らと並び、童謡の三大作詞者に数えられた人物である。雨情は1940年（昭和15年）頃から体調を崩し気味であったが、東京・吉祥寺に家を構え、詩作・講演・旅行と忙しい毎日を送っていた。（吉祥寺の家は書斎部分のみ「童心居」として、井の頭自然文化園に移築されている。）1943年（昭和18年）2月に著書『朝おき雀』を公刊した後、脳軟化症（脳出血）を患った。それでも山陰や四国へ最後の旅に出かけたが、やはり体調は思わしくなく、空襲も激しくなってきたことから、1944年（昭和19年）1月に、雨情の妻・つるの父の紹介で、吉祥寺の家を譲り、河内郡姿川村大字鶴田1744番地へ引越した。雨情一家は東京から東武宇都宮線に乗って東武宇都宮駅に降り立ち、そこから夜道を人力車に揺られて羽黒山麓の家に到着した。

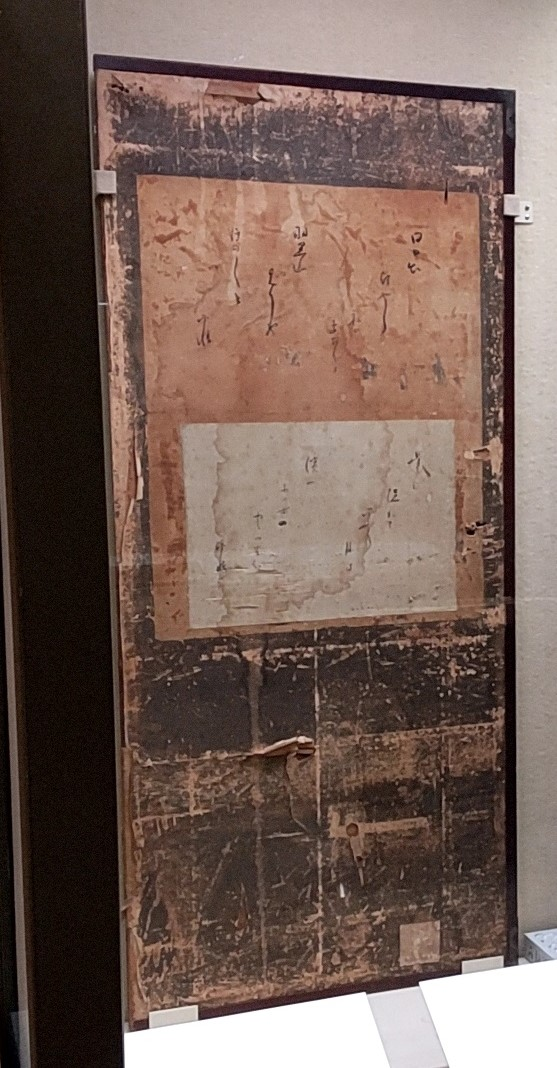
野口雨情旧居にあった襖
鶴田時代に雨情が作った詩が書かれている。

鶴田への移住目的は疎開と療養であり、詩作はほとんど行わなかった。移住したばかりの頃は、つると2人で果樹栽培や養鶏にいそしみ、畑でラッキョウを育てることもあった。しかしその後病状は悪化し、やっと歩けるというほど体が衰え、縁側でひなたぼっこをしながら物思いにふけることが多くなった。物思い中は、つるから「何を思っているんですか」と尋ねられても「ちょっと考えているだけだ」と答えるのみで、多くを語らなかった。一方、来客があると快く受け入れ、客人の求めに応じて色紙や短冊を書いて渡した。鶴田時代に作ったことが確認されている作品に次の2点がある。
| 「 | 夜明け頃やら羽黒山あたり 朝の朝日がほのぼのと | 」 |

| 「 | 国のほまれか靖国の 神とまつらる益荒夫は | 」 |

後者の詩は、雨情の近所の主人が中国へ戦争に行き、病死したと聞いて書いたもので、つるに託してその家に届けたものである。ほかにも雨情の短冊を所有する鶴田の住民はいるものの、それらは鶴田に来る前に書かれたことが判明している。
雨情と面会した経験のある鶴田の住民は少なく、1971年（昭和46年）にはただ1人になっていた。その1人である男性は、同年に上野百貨店で開かれた雨情の遺作展のパンフレットに雨情との対面の経過を寄稿した。この寄稿文によると、男性は1944年（昭和19年）12月の中旬に戦地から帰還し、挨拶回りのために雨情宅を訪問し、縁側でひなたぼっこをする和服姿の雨情に会った。男性が留守中の礼を言うと雨情は何か答えようとしたが、中風のため言葉にならず、台所から出てきたつるが代わりに応じた。男性が雨情と会ったのはその1回限りで、わずか数分の間であった。
年が明けて1945年（昭和20年）1月27日、家族に看取られながら雨情は62年の生涯を閉じた。当時の鶴田では、隣組の中で死者があると、組長が組員を集めて葬儀の段取りを決める風習があったため、組長自身が葬儀委員長を務め、組員が準備に当たった。戦争末期の物資不足で組員は葬具をそろえるのに苦心し、また土葬が主流であった当時の鶴田では初めての火葬だったこともあり、多くの混乱があった。結局、棺の蓋を留める釘が入手できず、やむなく縄で縛って蓋をした。その上に紋付羽織をかけ、塩釜稲荷神社の宮司によって神葬祭として葬儀が行われた。火葬場までは、若手の組員がパンクしそうな自転車の荷台につるを乗せて移動し、棺は荷車で運ばれた。出棺時は興禅寺の住職で、歌人でもあった石川暮人が国民服に巻きゲートルという姿で読経した。著名人の葬儀としては淋しいものであったが、当時としては普通の葬儀であり、戦後復興が進むにつれ、「今ごろまで生きていれば、雨情さんの葬式は盛大にできたのに」と隣組の人々は語った。

### 雨情の死後
雨情の死後、ノートの隅に次の詩が残されていることが分かり、遺作であることが判明した。この詩は、死期を悟った雨情が宿世来世（しゅくせらいせ）に思いを巡らして作ったものと解釈できる。なお、下から3行目の「宿世来世を 教えておくれ」は詩の調子を整えるためにつるが補足したもので、未完のままこの世を去ったことを窺わせる。
| 「 | 空の真上の お天道さまよ 宿世来世を 教えておくれ 明日といふ日が ないじゃない 今日は現世で 昨日は宿世 空の真上の お天道さまよ 明日は来世か お天道さまよ 宿世来世を 教えておくれ 遠い未来は語るな言ふな 明日といふ日を わしゃ知らぬ | 」 |

雨情亡き後、つるは、近所の人に教わりながら農業に従事し、単身子育てをした。子供たちは進学を機に鶴田を離れ、最後まで残っていたつるも1955年（昭和30年）秋に、疎開前に暮らした武蔵野市へ戻った。鶴田での生活は苦しかったが、社会が安定してくると雨情の童謡が盛んに歌われ、一家は著作権収入を受け取ることができるようになった。なお雨情の遺骨は1945年（昭和20年）3月に生誕地の茨城県多賀郡磯原町（現・北茨城市）に分骨された後、1966年（昭和41年）に東京・小平霊園に埋葬された。1980年（昭和55年）2月2日につるが亡くなると、雨情と同じ小平霊園に埋葬され、同じ墓に眠っている。

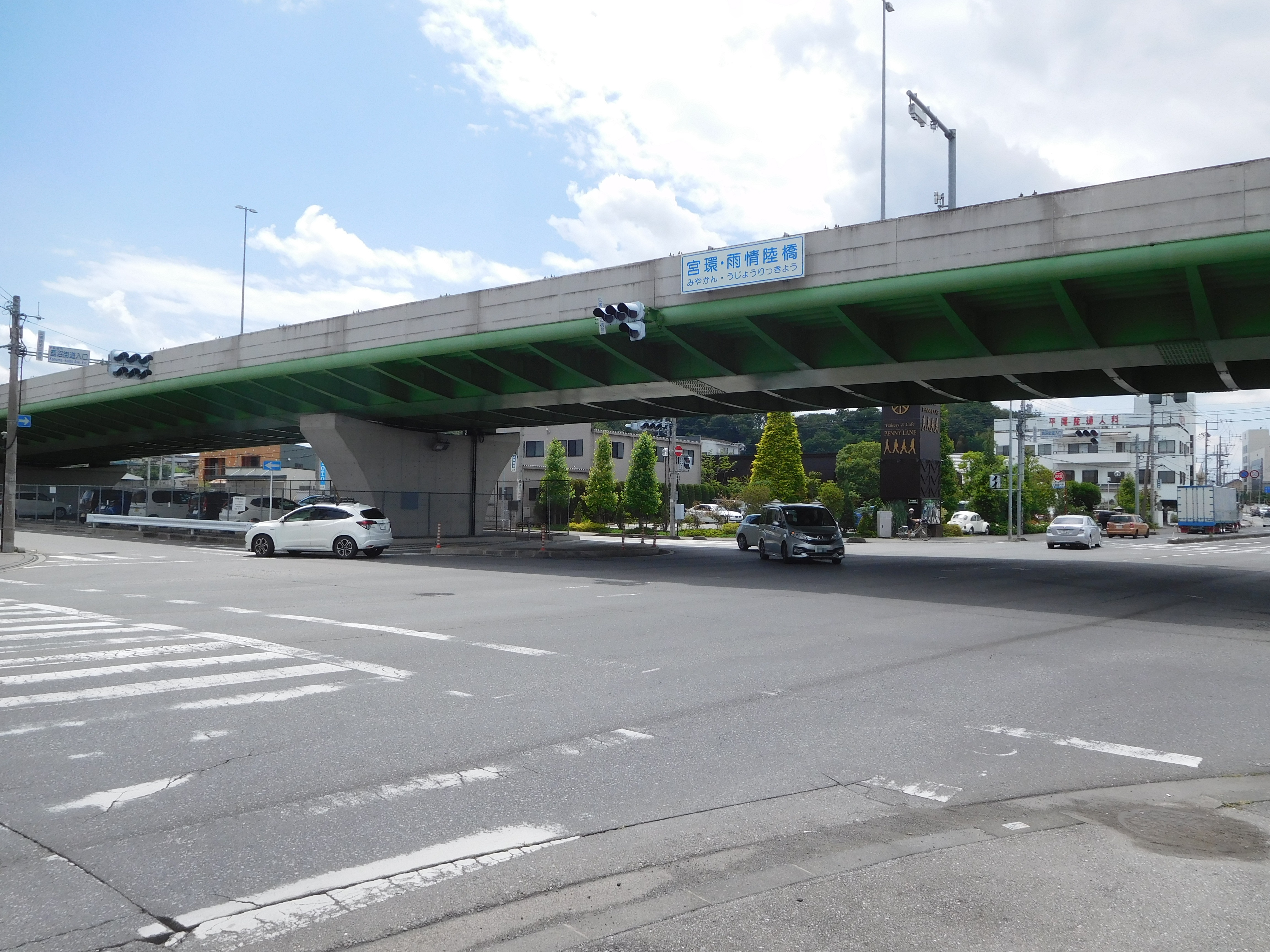
宮環・雨情陸橋

1960年（昭和35年）、雨情を顕彰する宇都宮雨情会が発足した。鶴田を含む宇都宮市明保（めいほ）地区では、老人クラブに「雨情寿会」と名付け、その会誌を「あの町この町」とし、会合の際に「あの町この町」を合唱する。ほかにも子供会が「雨情子ども会」、婦人会が「雨情女性クラブ」、ボランティア団体が「雨情ボランティアクラブ」を名乗ったり、付近の橋梁に雨情陸橋・雨情橋と命名したりするなど、今日でも雨情に親しんでいる。
またまちづくりのよりどころとして雨情を取り上げ、命日の1月27日を「雨情の日」と制定している。更には、周辺地域に住居表示を導入する際は、「雨情○丁目」にしてほしいという要望を出している。また、2023年（令和5年）6月4日より運行している明保地区内を巡回するコミュニティバスに「あの町この町号」と命名している。
宇都宮雨情会は会員の高齢化により、1990年（平成2年）以降活動を休止していたが、2021年（令和3年）より、宇都宮市の市民遺産認定を目指して再結成した。

## 旧居
野口雨情旧居は、1930年（昭和5年）頃に農地開拓者の住宅として建てられた、木造平屋建ての民家である。つるの父が当時、鹿沼町（現・鹿沼市）に居住しており、雨情一家のためにこの家を探し出し、つるが現地を確認してから移住したとされる。一家は雨情・つる夫妻とその子供6人の計8人家族であった。
住宅内部は4つの居室と台所、浴室から成る。間口6間（≒10.9 m）×奥行4間（≒7.3 m）で建坪は24坪（≒79.3 m2）、木造平屋建、入母屋造桟瓦葺、外壁は下見板張りである。有名人の家としては質素な造りであり、雨情の人柄を偲ぶことができる。雨情はこの旧居で1944年（昭和19年）1月から1945年（昭和20年）1月27日までの1年間を過ごし、ここで亡くなったので、雨情終焉の地となった。金田一春彦は戦後に旧居を訪ね、雨情が寝ていたところに寝転がり、「ここで雨情さんは寝ていたのですね」と言って感激したという。
家には水田3反（≒29.7 a）と畑1町4反（≒138.8 a）が付属し、畑にはカキの木数百本とイチゴがあり、一家で自給生活を送るのに申し分のない農地であった。移住初期には雨情自ら果樹栽培や養鶏をしていたものの、体調が悪化して次第に畑仕事は使用人に任せるようになった。戦後は家計を支えるためにつるが農作業に従事し、イチゴ畑を芋畑に変えた。
家の裏手には鹿沼街道（現・栃木県道4号宇都宮鹿沼線）が通っていたが、当時は通行人がほとんどない静かな通りであった。家と街道の間には門と樫の木の垣根があり、雨情は食べた梅干しの種を窓から樫の木の根元に向かって放り投げていた。これは雨情の長男で、雨情研究家でもある野口存彌の証言であるが、存彌にもなぜ雨情が樫の木の根元に梅干しの種を投げていたのかは分からないという。

### 現状
雨情一家が暮らした頃の鶴田は純農村であったが、戦後に都市化の波が押し寄せ、のどかな一帯は住宅街に変貌した。雨情のイチゴ畑の跡地には大型商業施設（カワチ薬品三の沢店）が建ち、雨情が眺めた羽黒山には東京証券取引所一部上場企業（TKC）が進出した。ほとんど通行人のいなかった鹿沼街道は当時の3倍に拡幅され、付近には宇都宮環状道路（宮環）が開通して交通要地となった。これに伴って、2000年（平成12年）に所有者が曳家と大規模な改修を行った。
野口雨情旧居として親しまれてきたことから、2005年（平成17年）11月に日本国の登録有形文化財となった。登録有形文化財の名称は「雨情茶屋離れ（野口雨情旧居）」という。この名称は野口雨情旧居が雨情茶屋という和菓子店の敷地にあったことに由来し、2020年（令和2年）現在は、和菓子店の乙女屋宇都宮鶴田店の敷地となっている。旧居は雨情の遺族から近所の住民が買い取り、修繕を繰り返しながら維持してきたが、老朽化で床の強度が落ちているので、中に入ることはできない。2018年（平成30年）2月16日に宇都宮市認定建造物となったことを契機に、市では内部公開を検討している。
2020年（令和2年）現在、建物外観の見学は可能である。公共交通機関利用の場合、最寄りのバス停は「羽黒下」で、宇都宮駅のバス乗り場から鹿沼方面へ向かう路線バスを利用することになる。

## 旧居周辺の碑
雨情の詩碑は日本中に200基以上建立されており、旧居の周辺にも雨情にまつわる碑が点在している。1977年（昭和52年）放送のNHKの朝の連続テレビ小説『いちばん星』に野口雨情（演：柳生博）が登場した際には、雨情ゆかりの旧居やこれらの碑に、観光バスが多数乗り付けたという。

### 筆塚
筆塚（ふでづか）は、雨情が愛用していた筆と硯を台座に納め、その上に石碑を建てたものである。碑面には佐藤和三郎の書いた「詩人野口雨情ここにて眠る」の字が刻まれている。1966年（昭和41年）4月12日に旧居の庭に建てられたが、鹿沼街道拡幅のため、元の設置場所から移動している。
筆塚は宇都宮雨情会が建立し、宇都宮市、宇都宮商工会議所、宇都宮市観光協会、詩碑建設委員会などが協賛した。除幕式には「雨情の一番弟子」を自認する泉漾太郎や雨情の長女らが出席し、児童らが雨情の童謡を数曲披露した。

### あの町この町

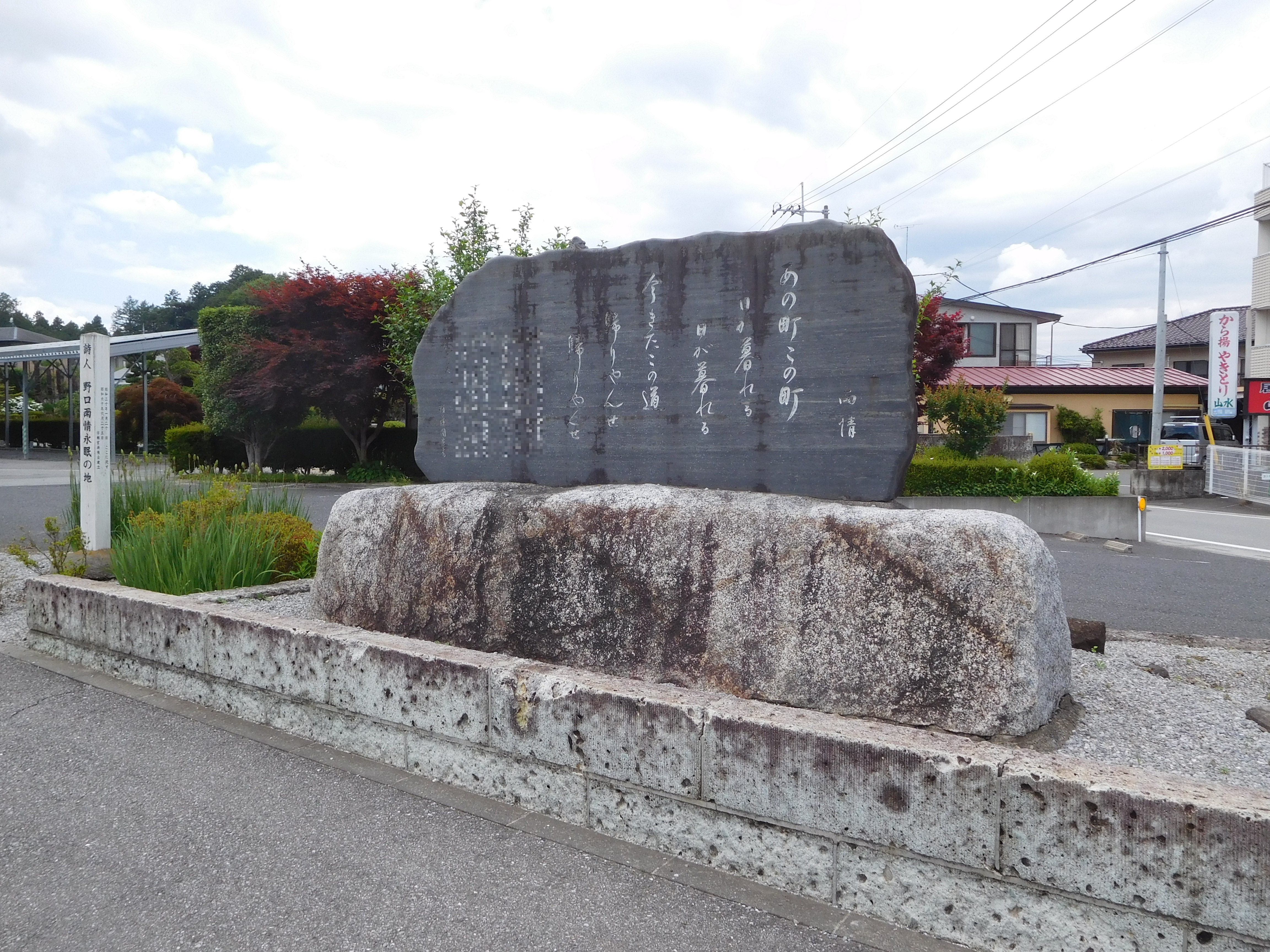
「あの町この町」の詩碑

「あの町この町」の碑は、鹿沼街道をはさんで旧居と向かい合う位置にある。この碑は1958年（昭和33年）4月27日に建立されたもので、除幕式には、つる、雨情の二女、東京雨情会会長の古茂田信男らが出席した。音楽家の権藤円立（ごんどう えんりゅう）が碑面の書と解説を担当した。「あの町この町」は『コドモノクニ』1924年（大正13年）1月号に発表したもので、鶴田で作詞したものではないが、つるの希望によりこの詩が刻まれた。
碑の建立の契機は、つるが雨情の思い出の証として記念となるものを残したいと、歌人の蓬田露村に相談したことである。つるの意向を受けた露村は雨情関係者や文化人の協力を得て、碑を建立した。碑の周りの土地は鹿沼街道の2度に渡る拡幅工事で買収され、狭い三角形状になってしまった。
旧居前にも1988年（昭和63年）5月29日に、中島実作の童心馬を載せた「あの町この町」の碑が建立された。建立者は当時の宇都宮雨情会会長である。こちらは童心馬像とも呼ばれる。

### 蜀黍畑
「蜀黍畑」（もろこしばたけ）の碑は、雨情生誕100年を記念して、1982年（昭和57年）5月30日に羽黒山頂の羽黒神社境内に建てられた。「蜀黍畑」も鶴田で制作したものではなく、1920年（大正9年）に『金の船』で発表したのが初出である。碑は天然石に銅板を埋め込んだもので、書道教育家の石川木魚が揮毫した。
建立者は当時の宇都宮雨情会会長であり、羽黒山を選んだのは、雨情が鶴田で詠んだ数少ない詩に羽黒山が登場する詩があったからである。